# Consulat général d'Allemagne à Lyon
Le consulat général d'Allemagne à Lyon est une représentation consulaire de la République fédérale d'Allemagne en France. Il est situé boulevard des Belges, à Lyon, en région Auvergne-Rhône-Alpes.